# Хосе Юшиматс
Хосе Юшиматс (ісп. José Youshimatz, 10 травня 1962) — мексиканський велогонщик.
Бронзовий призер Олімпійських Ігор 1984 року в гонці за очками, учасник 1988, 1992 років.
Срібний призер Панамериканських ігор 1987 року в гонці за очками.